# Historia de las islas del Pacífico
La historia de las islas del Pacífico abarca la historia de las islas de Oceanía en el océano Pacífico.

## Historia de las islas del Pacífico

### La isla de Pascua - Rapanui
La isla de Pascua es uno de los emplazamientos terrestres de más reciente ocupación humana, y, es comúnmente aceptado que la isla, es el territorio más aislado del planeta. Sus habitantes, los rapanui resistieron hambrunas, epidemias, guerras civiles, incursiones esclavistas y al colonialismo, sufrieron descensos muy graves de población en más de una ocasión y crearon un legado cultural que les ha otorgado una fama inmensa en proporción con el tamaño de su isla y su número de habitantes.

### Las islas de Cook
Las quince islas que conforman el archipiélago de las islas Cook, entre las islas de Tahití y Tonga, fueron colonizadas por grupos de polinesios procedentes de las cercanas islas de lo que hoy en día es llamado la Polinesia francesa y Samoa en el siglo XIII d. C. Su capital, Rarotonga, es considerada por la tradición oral como base de los barcos waka que colonizaron Nueva Zelanda por vez primera. La lengua maorí de las islas Cook esta estrechamente relacionada con el lenguaje indígena, el idioma maorí que se habla en Nueva Zelanda.
Los primeros contactos europeos en la isla se remontan a 1595, cuando el explorador español Álvaro de Mendaña de Neyra avistó la isla de Pukapuka, y la bautizó como San Bernardo. En 1606 el explorador Pedro Fernández de Quirós avistó Rakahanga, que llamó Gente Hermosa. En 1764, los británicos avistan Pukapuka y la llaman Danger Island pero no llegan a asentarse.
Entre 1773 y 1779, el capitán James Cook reclamó para la Corona británica el archipiélago que ahora lleva su nombre. En 1888, las islas adquieren el estatus de protectorado, pasando a ser anexadas en 1901 por Nueva Zelanda. El 4 de agosto de 1965, Nueva Zelanda concede a las islas Cook su autonomía. En 1985 se firma el Tratado de Rarotonga, que cual declara el Pacífico Sur como zona no nuclear.

### Fiyi
Las islas Fiyi han estado ocupadas desde tiempos muy antiguos. Alrededor de 1500 a. C., Fiyi fue colonizado por viajeros polinesios. Entre los años 900-600 a. C. la isla Moturiki fue colonizada. Durante el siglo V a. C. viajeros melanesios llegaron a Fiyi mezclándose con la población local polinesia, dando lugar dicha fusión a la población moderna de Fiyi.
En 1643 d. C., el navegante neerlandés Abel Tasman avistó la isla de Vanua Levu. Sin embargo, hasta el siglo XIX los europeos no se establecieron en las islas de forma permanente, quedando sometidas al control británico como colonia en 1874. La independencia les fue concedida en 1970.

### Guam
Se cree que la isla de Guam fue descubierta por azar por navegantes que emigraron del Sudeste asiático alrededor del 4000 a. C. La Historia de Guam incluye varias fases, entre ellas la llegada de las poblaciones primitivas, los chamorros, la evolución de la sociedad previa a la llegada de europeos, la colonización española y la actualidad, en que EE. UU. ejerce su mandato en la isla. El colonialismo en la isla de Guam es el de más larga trayectoria de las islas del Pacífico. 

### Hawái
La historia de Hawái está unida a un fenómeno de viajes polinesios mayor. Hawái es una punta del Triángulo Polinesio, una región del Pacífico formada por tres grupos de islas: Hawái, la isla de Pascua y Aotearoa (Nueva Zelanda). Las culturas isleñas de dicho triángulo comparten una lengua similar derivada de las lenguas malayo-polinesias habladas en el Sudeste asiático hace 5.000 años. Los polinesios también comparten tradiciones culturales como la religión, la organización social, los mitos y la cultura material. Los antropólogos creen que todos los polinesios descienden de una protocultura creada por grupos malayo-polinesios que emigraron del Sudeste asiático. Las culturas polinesias principales son: Aotearoa, Hawái, la isla de Pascua, las islas Marquesas, Samoa,  Tahití y Tonga.
En la actualidad, aún no está claro quién colonizó Hawái. Algunos creen que los primeros polinesios llegaron a la isla en el siglo III d. C. procedentes de las islas Marquesas. A estos primeros pobladores, en 1300 d. C. los conquistaron colonos de Tahití. La otra corriente de opinión existente es que solo existió un periodo, muy prolongado, en el tiempo de colonización.

### Indonesia
En la historia de Indonesia, los austronesios, que forman la mayoría de la población actual, emigraron al Sudeste asiático desde Taiwán. Llegaron a Indonesia alrededor del 2000 a. C., y confinaron a la población nativa melanesia a las alejadas tierras del este conforme se extendía su dominio. La cultura Dong Son se extendió a Indonesia, llevando técnicas como el cultivo de arroz, sacrificios animales, el tratamiento del bronce, prácticas megalíticas y los métodos de tejer  ikat. Las condiciones agrícolas ideales y el dominio del cultivo del arroz icnluso en fechas tan tempranas como el siglo VIII a. C. ,permitieron a pueblos, ciudades y pequeños reinos prosperar en el siglo I a. C..

### Japón
La historia de Japón escrita, comienza con algunas referencias en el siglo I d. C. en las Veinticuatro Historias, una colección de textos históricos chinos. En cualquier caso los hallazgos arqueológicos evidencian que había gente viviendo en las islas de Japón en el paleolítico superior. Alrededor del 12.000 a. C., el rico ecosistema del archipiélago japonés fomentaron el desarrollo humano, la cerámica más antigua que se conoce pertenece al período Jōmon.

### Kiribati
Kiribati fue habitado por un grupo étnico de Micronesia que hablaba el mismo lenguaje oceánico durante más de 2.000 años antes de entrar en contacto con los europeos. Posteriores invasiones de samoanos y tonganos introdujeron elementos de la cultura polinesia en la cultura micronesia previamente establecida. Asimismo, invasiones de fiyianos introdujeron elementos melanesios, pero los cruces entre las distintas etnias dieron como resultado una población razonablemente homogénea en aspecto, idioma y tradiciones.
El contacto con europeos comenzó en el siglo XVI, aunque no fueron oficialmente descubiertas por navíos británicos y estadounidenses hasta final del siglo XVIII y principios del siglo XIX. En 1820, las islas fueron nombradas islas Gilbert por el almirante ruso Adam Johann von Krusenstern, en honor al capitán británico Thomas Gilbert, quien cruzó el archipiélago en 1788 ("Kiribati" es la pronunciación de los isleños del plural de "Gilberts"). El primer asentamiento inglés se fundó en 1837.
Balleneros, comerciantes de esclavos y barcos mercantes llegaron en gran número durante el siglo XIX, y la agitación resultante fomentó conflictos internos entre tribus e introdujo epidemias europeas. En un esfuerzo para restaurar el orden, las islas Gilbert y Ellice, situadas más al sur, fueron forzadas a someterse a un protectorado británico en 1892. La isla Banaba fue anexionada en 1901 tras el descubrimiento de ricos yacimientos de guano. Ambos archipiélagos se convirtieron en colonias en 1916. El atolón Kiritimati (Christmas) formó parte de la colonia en 1919 y las islas Fénix se añadieron en 1937.
Las islas Gilbert y Ellice alcanzaron la autonomía en 1971 y se separaron en 1975. Siete años después, en 1978, las islas Ellice proclamaron su independencia con el nombre de república de Tuvalu, mientras que las islas Gilbert esperaron un año más y se convirtieron en estado independiente el 12 de julio de 1979.

### Malasia
Historia de Malasia es el pasado escrito de un país del sudeste de Asia, cuya posición estratégica mar carriles trajo el comercio y las influencias extranjeras que fundamentalmente influido en su historia. La India hindú, el Oriente Medio islámico y la Europa cristiana al oeste, y China y Japón hacia el norte-este fueron las principales influencias interpuesto por las rutas de navegación que pasa por la región. La historia de Malasia también se entrelaza con la de la vecina Indonesia, Singapur, Filipinas, Brunéi y Tailandia. Este culturas extranjeras y el comercio trajo la riqueza gran área y la diversidad, pero también la dominación y el colonialismo. La historia de Malasia es una de las fases sucesivas de la influencia exterior, seguido por el establecimiento a mediados del siglo XX de la independencia de los poderes coloniales extranjeros.

### Nueva Caledonia
En la historia de Nueva Caledonia, el grupo diverso de personas que se asentaron en los archipiélagos de Melanesia son conocidos como los lapitas. Llegaron en el archipiélago ahora comúnmente conocida como Nueva Caledonia y las Islas Lealtad alrededor de 1500 a. C. Los lapitas fueron navegantes altamente calificados y agricultores, con influencia sobre una amplia zona del Pacífico. Desde aproximadamente el siglo XI polinesios llegaron también y se mezcla con las poblaciones del archipiélago. Primeros europeos con visión de Nueva Caledonia y las islas de la Lealtad en el siglo XVIII. El explorador británico James Cook divisó Grande Terre en 1774 y la llamó Nueva Caledonia, Nueva Caledonia es el nombre latino de Escocia. Durante el mismo viaje también llamó a las islas al norte de Nueva Caledonia, la Nuevas Hébridas (actual Vanuatu), después de las islas al norte de Escocia.

### Nueva Zelanda
La historia de Nueva Zelanda se remonta por lo menos 700 años cuando fue descubierta y colonizada por polinesios, que desarrolló una distinta cultura maorí se centró en los vínculos de parentesco y la tierra. El primer explorador europeo que llegó a Nueva Zelanda en 1642. Desde finales del siglo XVIII, el país fue visitado regularmente por los exploradores y otros navegantes, misioneros, comerciantes y aventureros. En 1840 el Tratado de Waitangi fue firmado entre la Corona británica y varios jefes maoríes, con lo que Nueva Zelanda en el Imperio Británico y dando derechos de los maoríes de igualdad con los ciudadanos británicos. Hubo amplia europeos y algunos asiáticos solución en el resto del siglo. La guerra y la imposición de un sistema europeo económico y jurídico llevó a la mayoría de las tierras de Nueva Zelanda, pasando de los maoríes de propiedad europea, y la mayoría de los maoríes posteriormente se empobreció. 
Desde la década de 1890 el parlamento de Nueva Zelanda aprobó una serie de iniciativas progresistas, incluyendo el sufragio femenino y las pensiones de vejez. Desde la década de 1930 la economía estaba altamente regulado y un Estado del bienestar amplia fue desarrollado. Mientras tanto, la cultura maorí se sometió a un renacimiento, y desde la década de 1950 los maoríes comenzaron a mudarse a las ciudades en grandes números. Esto llevó al desarrollo de un movimiento de protesta de los maoríes que a su vez llevó a un mayor reconocimiento del Tratado de Waitangi en el siglo XX. En la década de 1980 la economía se liberalizó en gran medida y una serie de políticas socialmente liberales, tales como la despenalización de la homosexualidad, se pusieron en marcha. La política exterior, que previamente había consistido sobre todo de seguir Bretaña o los Estados Unidos, llegó a ser más independiente. los gobiernos posteriores han mantenido en general estas políticas, aunque el temple del espíritu de libre mercado un poco.

### Niue
Los primeros habitantes de la isla de Niue fueron viajeros polinesios procedentes de Tonga, que llegaron en el siglo X d. C. Esos colonos polinesios estaban bastante aislados ya que había muy poco comercio entre islas y al ser Niue de piedra caliza fue muy difícil su ocupación debido a la falta de ríos y de suelo cultivable. Nuevos colonos procedentes de Samoa llegaron hacia la década de 1440.
El capitán James Cook y su tripulación fueron los primeros europeos en avistar la isla de Niue en 1774, pero no consiguieron desembarcar debido a la feroz oposición de la población local, Según la Enciclopedia Británica de 1911 parece que entre los nativos se había extendido el temor de que los extranjeros trajesen enfermedades que ya habían devastado otras islas del Pacífico. Debido a esta reacción, Cook bautizó la isla como "Isla Salvaje" ("Savage Island").
El cristianismo fue llevado a la isla por Peniamina en el año 1846 cuando llegó ya convertido tras su estancia en Samoa. Los isleños fueron convertidos al cristianismo por completo a finales del siglo XIX. La colonización tuvo lugar a continuación y la isla fue declarada parte del Imperio Británico. 
Niue consiguió su autonomía en el año 1974, estableciendo un estatuto de libre asociación con Nueva Zelanda, que administra el sector militar y los asuntos exteriores de la isla. Niue había recibido una oferta de autonomía en el año 1965 (junto con las Islas Cook), pero decidió demorar su autonomía durante algunos años más. El país se rige por una asamblea legislativa compuesta de 20 miembros, siendo la democracia más pequeña en el mundo.

### Papúa Nueva Guinea
La ocupación de Papúa Nueva Guinea se remonta a unos 60.000 años atrás, cuando los primeros emigraron hacia el continente australiano. La historia escrita comenzó cuando los navegantes europeos avistó por primera vez Nueva Guinea en la primera parte del siglo XVI. La evidencia arqueológica indica que los humanos llegaron a Nueva Guinea, por lo menos hace 60.000 años, probablemente por mar desde el sudeste asiático durante un periodo de glaciación, cuando el mar era más bajo y las distancias entre las islas más corto. Para una visión general de la historia geológica del continente de que Nueva Guinea es una parte, ver Australia - Nueva Guinea. Aunque las primeras llegadas fueron cazadores-recolectores, muestra los primeros indicios de que personas lograron el medio ambiente forestal para proporcionar alimentos. Los jardines de las tierras altas de Nueva Guinea son permacultures antigua, intensiva, adaptada a la alta densidad de población, las precipitaciones muy altas (de hasta 10 000 mm / año (400in/yr)), los terremotos, las tierras montañosas, y las heladas ocasionales. Hay indicios de que la horticultura era practicada al mismo tiempo que la agricultura se desarrollaba en Mesopotamia y Egipto.

### Filipinas
En el comienzo de la historia de Filipinas, la llegada de los primeros seres humanos a través de puentes de tierra por lo menos hace 30.000 años. La primera visita registrada de Occidente es la llegada de Fernando de Magallanes en Homonhon Island, al sureste de Samar, el 16 de marzo de 1521. La colonización española comenzó con la llegada de la expedición de Miguel López de Legazpi y el asentamiento permanente en la isla de Cebú, y más asentamientos continuó hacia el norte con los colonizadores de llegar a la bahía de Manila, en la isla de Luzón. En Manila, establecieron una nueva ciudad y así comenzó una era de la colonización española, que duró más de tres siglos .

### Samoa
Las islas de Samoa fueron ocupadas por inmigrantes llegados desde las islas Lau, en el este de Fiyi, aproximadamente hace 3500 años y de ahí se establecieron en el resto de la Polinesia. El neerlandés Jacob Roggeveen fue el primer europeo en avistar las islas en 1722, pero el contacto con los europeos no se intensificó hasta la llegada de los comerciantes y misioneros británicos en los años de 1830.
A largo del siglo XIX, el Reino Unido, Alemania y los Estados Unidos reclamaron partes del entonces reino de Samoa, y establecieron puestos de comercio.
El rey Malietoa Laupepa murió en 1898 y fue sucedido por Malietoa Tooa Mataafa. Los cónsules estadounidenses y británicos apoyaron a Malietoa Tanu, hijo de Laupepa. Buques de guerra norteamericanos y británicos bombardearon Apia el 15 de marzo de 1899. La Convención Tripartita de Samoa, acordó dividir las islas. Alemania recibió la parte occidental (posteriormente conocida como Samoa Occidental, hoy en día sólo Samoa), que contenía Upolu y Savaii y otras islas adyacentes. Estas islas pasaron a llamarse Samoa Alemana. Los Estados Unidos aceptaron Tutuila y Manu'a, que hoy en día conforman el territorio de Samoa Americana. El Reino Unido renunció a sus aspiraciones en Samoa, a cambio de que Alemania cediera sus protectorados en las islas Salomón septentrionales. La monarquía fue separada del Estado.
En agosto de 1914, Nueva Zelanda envió una fuerza expedicionaria para tomar y ocupar la Samoa Alemana. No hubo ninguna resistencia y la ocupación tuvo lugar sin ningún combate. Nueva Zelanda continuó la ocupación a lo largo de la Primera Guerra Mundial y en 1919, bajo el tratado de Versalles, Alemania abandonó sus reivindicaciones por las islas. Nueva Zelanda administró primero Samoa Occidental como un mandato de la Sociedad de Naciones y luego como un fideicomiso de las Naciones Unidas hasta que el país obtuviera su independencia el 1 de enero de 1962 con el nombre de Samoa Occidental. Samoa fue la primera nación polinesia en restaurar la independencia en el siglo XX. En julio de 1997, la constitución fue enmendada para cambiar el nombre del país de "Samoa Occidental" a "Samoa".

### Las islas Salomón
La historia de la humanidad de las Islas Salomón comienza con el primer asentamiento por lo menos hace 30 mil años de Nueva Guinea. Representaban el más lejano de expansión de los humanos en el Océano Pacífico hasta la expansión de los hablantes de lengua austronesia a través del área alrededor de 4000 a. C., con lo que la nueva tecnología agrícola y marítima. La mayoría de las lenguas que se hablan hoy en el de las Islas Salomón se derivan de esta época, pero una treintena de idiomas de los pobladores pre-austronesia sobrevivir (ver idiomas del este de Papúa). Los buques del explorador español Álvaro de Mendaña de Neira avistó por primera vez la isla de Santa Isabel el 7 de febrero de 1568. Encontrar signos de oro aluvial en Guadalcanal, Mendaña creía que había encontrado la fuente de la riqueza del rey Salomón, y por lo tanto el nombre de las islas "Las Islas de Salomón". En 1595 y 1605 España volvió a enviar varias expediciones para encontrar las islas y establecer una colonia, sin embargo, estos no tuvieron éxito. En 1767 el capitán Philip Carteret redescubierto Santa Cruz y Malaita. Más tarde, el holandés, los navegantes franceses y británicos visitó las islas, su recepción fue a menudo hostil.

### Tahití
En la historia de Tahití, Tahití se estima que ha sido reiterada por los polinesios entre GO 300 y 800 procedentes de Tonga y Samoa, aunque algunas estimaciones sitúan la fecha anterior. El suelo fértil isla junto con la pesca proporcionan abundante alimento para la población. Aunque el primer avistamiento europeo de las islas fue por un barco español en 1606, España no hizo ningún esfuerzo para el comercio con o colonizar la isla. Samuel Wallis, un capitán de barco Inglés, con visión Tahití el 18 de junio de 1767, y es considerado el primer visitante europeo a la isla. La relajación y la percepción de la naturaleza contento de la población local y la caracterización de la isla como un paraíso impresionó mucho los primeros visitantes europeos, la plantación de la semilla de una idealización de Occidente que perdura hasta nuestros días.

### Taiwán
En la historia de Taiwán, los pueblos aborígenes antepasados se cree que han estado viviendo en las islas de alrededor de 8.000 años antes de que los principales inmigración chinos Han comenzaron en el siglo XVII.  Los aborígenes taiwaneses son pueblos austronesios, con lazos lingüísticos y genéticos a otros Austronesia grupos étnicos, como los pueblos de Filipinas, Malasia, Indonesia y Oceanía.  altavoces austronesios de Taiwán se distribuyeron tradicionalmente en la mayor parte de la gama de robusto montañosa central de la isla y se concentró en las aldeas a lo largo de las llanuras aluviales. Hoy en día, la mayor parte de la población aborigen taiwanesa contemporánea reside en las montañas y las ciudades. La cuestión de una identidad étnica sin relación con el continente asiático se ha convertido en un hilo en el discurso sobre la identidad política de Taiwán. La población total de los aborígenes en Taiwán es de alrededor de 458.000 en enero de 2006, que es de aproximadamente 2% de la población de Taiwán.

### Tokelau
La evidencia arqueológica indica que la historia de atol de Tokelau - Atafu, Nukunonu y Fakaofo - se establecieron hace aproximadamente 1000 años, probablemente por viajes de Samoa, las Islas Cook y Tuvalu. Rastros de historia oral locales tradiciones y genealogías a varios cientos de años. Habitantes seguido la mitología polinesia con el dios local de Tui Tokelau y las formas desarrolladas de la música (véase Música de Tokelau) y el arte. Los tres atolones funcionado en gran medida de forma independiente, manteniendo la cohesión social y lingüística. La sociedad de Tokelau se rige principalmente por clanes, y hubo ocasionales escaramuzas entre los atolones y las guerras, así como entre el matrimonio. Fakaofo, el "principalmente isla", realizado algunas dominio sobre Atafu y Nukunonu. La vida en los atolones era de subsistencia, con dependencia de pescado y coco. El comodoro John Byron descubrió Atafu 24 de junio de 1765 y la llamó "Duke of Isla York". Partes en tierra informaron que no había señales de los habitantes actuales o anteriores.

### Tonga
La historia de Tonga se remonta a alrededor de 4000 aC aproximadamente. cuando los polinesios llegaron. Tonga se conoció como el Imperio de Tonga a través de intercambios. La llegada de los europeos en el siglo XVII que fue seguido después de un par de cientos de años por un reino unificado de Tonga. La evidencia arqueológica muestra que los primeros pobladores en Tonga zarpó de las Islas Santa Cruz, como parte del original austronesia-hablantes (Lapita) la migración que se originó fuera de la SE Asia unos 6.000 años antes del presente. Lugares arqueológicos que datan de Tonga como el sitio más antiguo conocido en la Polinesia para el distintivo de consumo Lapita de cerámica, en 2800-2750 años antes del presente.

### Vanuatu
En la historia de Vanuatu, la teoría común de la prehistoria de Vanuatu de la evidencia arqueológica apoya que los pueblos que hablan lenguas austronesias por primera vez a las islas hace unos 4.000 a 6.000 años.  fragmentos de cerámica se han encontrado datan de 1300 aC Lo poco que se sabe de la historia en contacto con pre-europeo de Vanuatu ha sido obtenida de historias orales y las leyendas. Un rey temprana importante fue Roy Mata, que unió a varias tribus, y fue enterrado en un montículo grande con varios retenes. La primera isla de Vanuatu en el grupo fue descubierto por los españoles Espíritu Santo cuando, en 1606, el explorador portugués Pedro Fernández de Quirós, divisó lo que él pensaba que era un continente del sur. Los europeos no regresó hasta 1768, cuando Louis Antoine de Bougainville redescubrió las islas.

### Otras islas
Historia de Samoa Americana comienza con habitar ya en el año 1000 a. C., Samoa no fue alcanzado por los exploradores europeos hasta el siglo XVIII. [cita requerida]
La historia de la Isla Baker comenzó cuando los Estados Unidos de América tomó posesión de la isla en 1857, y sus depósitos de guano fueron minados por compañías de EE. UU. y británicos durante la segunda mitad del siglo XIX. En 1935, un efímero intento de colonización se inició en esta isla -, así como en la cercana isla Howland - pero fue interrumpido por la Segunda Guerra Mundial y abandonado posteriormente. Actualmente la isla es un Refugio Nacional de Vida Silvestre de ejecución por el Departamento del Interior de EE. UU., un faro de día está situado cerca del centro de la costa oeste.
En la historia de Brunéi, el sultanato de Brunéi fue muy poderoso desde el XIV y el siglo XVI. Su reino cubría la parte norte de Borneo y el sudoeste de Filipinas. Poco a poco la influencia europea puso fin a este poder regional. Más tarde, hubo una breve guerra con España, en los que Brunéi fue victorioso. El declive del Imperio Brunéi culminó en el siglo XIX cuando Brunéi perdió gran parte de su territorio a los rajás Blanco de Sarawak, resultando en su pequeña masa de tierra actual y la separación en dos partes. Brunéi fue un protectorado británico desde 1888 hasta 1984.
La historia de las islas Carolinas comienza con el descubrimiento por los occidentales en 1526, por el español Toribio Alonso de Salazar, que él llamó "Carolinas" después de que el emperador Carlos I de España y Carlos V del Sacro Imperio Romano Germánico. El portugués Diego da Rocha, explorador de las Carolinas, también ellos, llamado las Islas Sequeira en 1527. Aunque primeros navegantes españoles en la zona (desde 1543) los llamó las Filipinas Nuevas ("Nuevo México"), el almirante Francisco Lazeano ellos, llamado las Carolinas después de que el rey español Carlos II en 1686.
En la historia de la Polinesia Francesa, los grupos de la Polinesia Francesa isla no comparten una historia común antes del establecimiento del protectorado francés en 1889. La primera islas de la Polinesia francesa que se liquidará por los polinesios fueron las Islas Marquesas en el año 300 y el archipiélago de la Sociedad en el año 800. Los polinesios fueron organizados en cacicazgos menores. 
Descubrimiento europeo en la historia de las islas Galápagos se produjo cuando dominico fray Tomás de Berlanga, cuarto obispo de Panamá, viajó a Perú para resolver una disputa entre Francisco Pizarro y sus lugartenientes. Buque de Berlanga de deriva de su curso cuando el viento disminuyó, y su partido llegaron a las islas el 10 de marzo de 1535. Según un estudio de 1956 por Thor Heyerdahl y Skjølsvold Arne, restos de fragmentos de cerámica y otros artefactos de varios sitios en las islas sugieren visita por los pueblos de América del Sur antes de la llegada de los españoles.
La evidencia histórica sugiere que Howland Isla fue el lugar de asentamiento prehistórico, que pudo haber extendido hasta Rawaki, Kanton, Manra y Orona del km al sureste de las Islas Fénix 500 a 700. Este acuerdo podría haber tomado la forma de una sola comunidad que utiliza varias islas adyacentes, pero la dura vida en estas islas aisladas, junto con la incertidumbre de los suministros de agua dulce, llevó a la extinción de o negligencia en el cumplimiento de los pueblos reiterada, de tal manera que otras islas de la zona (como Kiritimati y Pitcairn) fueron abandonados. , estas transacciones probablemente comenzó alrededor de 1000 a. C., cuando melanesios este viajó al norte .
La historia de la Isla Jarvis comienza con la primera avistamiento conocido de la isla por los europeos fue el 21 de agosto de 1821 por el barco británico Eliza Francis (o Eliza Frances), propiedad de Eduardo, Thomas y William Jarvis y al mando del capitán Brown. En marzo de 1857 la isla deshabitada fue reclamada por los Estados Unidos bajo la Ley de islas guaneras y anexó formalmente el 27 de febrero de 1858.
En la historia de las islas Marquesas, los primeros pobladores registrados de las Marquesas fueron los polinesios, que, a partir de pruebas archеological, se cree que han llegado antes de 100 d. C.. Pruebas ttnológicas y lingüísticas sugiere que probablemente llegaron desde la región de Tonga y Samoa. Las islas se les dio su nombre por el explorador español Álvaro de Mendaña de Neira, que llegó el 21 de julio de 1595. Las nombró por su patrón, García Hurtado de Mendoza, quinto marqués de Cañete y virrey del Perú en el momento. Mendaña visitó por primera vez Fatu Hiva y luego Tahuata antes de continuar con las Islas Salomón.
En la historia de la Melanesia, los habitantes originarios de las islas de la Melanesia ahora llamado probablemente los antepasados del pueblo actual de Papúa-parlante. Esta gente se cree que han ocupado decenas de Nueva Guinea de hace miles de años y llegaron a las islas hace 35.000 años (según la datación por radiocarbono). Parece que han ocupado estas islas al este hasta las islas principales de las Islas Salomón (es decir, incluyendo San Cristóbal) y tal vez incluso a las islas menores más hacia el este.
Los ancestros de los micronesios en la historia de Micronesia se establecieron allí hace más de 4.000 años. Un sistema descentralizado basado en jefe eventualmente se convirtió en un imperio más centralizado económico y religioso centrado en Yap. Exploradores europeos - en primer lugar a los portugueses en busca de la Islas de las Especias (Indonesia) y luego los españoles - ha llegado a las Carolinas en el siglo XVI, con el establecimiento de la soberanía española.
Los investigadores de la Historia de las Islas Marshall están de acuerdo en poco más de que las sucesivas olas migratorias de los pueblos del sudeste de Asia propagación a través del Pacífico Occidental hace aproximadamente 3.000 años, y que algunos de ellos aterrizó en y se mantuvo en estas islas. El explorador español Alonso de Salazar aterrizó allí en 1529. Ellos fueron nombrados para Inglés explorador John Marshall, quien los visitó en 1799. Las Islas Marshall fueron reclamadas por España en 1874. A raíz de la mediación papal y la compensación alemana de $ 4,5 millones, España reconoció la demanda de Alemania en 1885, que estableció un protectorado y la creación de estaciones de comercio en las islas de Jaluit y Ébano para llevar a cabo la copra floreciente (carne seca de coco) el comercio. Islas Marshall Iroij (altos jefes) continuaron gobernando bajo administración alemana indirecta colonial.
En la Historia de las Islas de la Sociedad, el archipiélago se considera en general que han sido nombrados por el capitán James Cook en honor de la Royal Society, patrocinador de la primera encuesta científica británica de las islas, sin embargo, afirma Cook en su diario que él llamó las islas de la Sociedad ", ya que estaba contigua a unos a otros " .
En la historia de las Tuamotu, las Tuamotu fueron descubiertos por primera vez por Hernando de Magallanes, durante su viaje circunglobal en 1521. Desde el Imperio Inca, Túpac Inca Yupanqui, también se le acredita con liderar un viaje de casi 10 meses de exploración en el Pacífico hacia 1480. Ninguna de estas visitas fueron de consecuencia política, las islas están en la esfera de influencia de la dinastía Pomare de Tahití. Al comienzo del siglo XVIII8 la llegada de los primeros misioneros cristianos. Perlas de las islas penetrado en el mercado europeo en el siglo XIX, que los convierte en posesión codiciada. Después de la abdicación forzada del rey Pomare V de Tahití, las islas fueron anexadas como territorio de ultramar de Francia.